# Randers
Randers är en stad som är Danmarks sjätte största tätort. Staden ligger på Jyllands östkust vid Gudenåns mynning i Randersfjorden. Den utgör centralort i Randers kommun.

## Historia
Randers grundades under 1000-talet men det finns även äldre fynd från vikingatiden. Knut den helige präglade mynt i staden och år 1086 utbröt ett uppror mot honom i Randers. 1302 fick staden sina stadsprivilegier.
Under medeltiden var staden omgiven av en mur. Av denna mur finns inga spår kvar men gatunamn som Østervold, Nørreport, Vestervold, Lille Voldgade och andra namn visar var den gick. Under 1200-talet brann staden ned tre gånger, bland annat år 1246 när den brändes ned av Abel av Danmarks trupper i inbördeskriget mot Erik Plogpenning.
Vid en av gatorna i centrum ligger ett hus där den danske adelsmannen Niels Ebbesen enligt legenden dödade greve Gerhard III den 1 april 1340 under den tid när Danmark saknade kung (1332-1340) och hela landet var pantsatt till tyska adelsmän. Ebbesen dödades i ett slag nära Skanderborgs slott i december 1340. Idag finns en staty, rest 1882, av Ebbesen framför Randers' rådhus.
När Valdemar Atterdag åter kunde samla riket 1350 blev staden ytterligare befäst och benämndes ofta Randersborg. Den missnöjda adeln kunde dock erövra staden 1357 men 1359 slog Valdemar tillbaka.
1534 utbröt ett bondeuppror under ledning av Skipper Clement. Bönderna försökte inta staden men blev tillbakaslagna. Under Kristian III:s tid anlades en vallgrav runt hela staden. Efter reformation blev det tidigare gråbrödraklostret ombyggt till residens till drottning Dorothea och bytte namn till Dronningborg slott. Dronningborg revs 1721.
År 1752 flyttade två judar till staden, Jacob Wullf och Nathan Hartvig. I mitten av 1800-talet bodde 200 judar i staden och de hade egen synagoga. Därefter inleddes en nedgång genom integration eller avflyttning till Köpenhamn. Till slut fanns det inte tillräckligt många judiska män för att fira sabbat och 1937 revs synagogan. Kvar finns dock den judiska begravningsplatsen.

### Etymologi
Stadens namn har skrivits på många sätt under historiens gång[källa behövs]:
- Randrusium, omkring år 1200 i Gesta Danorum
- Randrosi, år 1230 i Snorres Heimskringla
- Rondrus, Randrøs, år 1231 i kung Valdemars jordebok
- Randersborg, Randershusen har också använts

Namnets ursprung är "Randaros". "Rand" är ett gammalt ord för backsluttning och "aros" åmynning.

## Ekonomi
Genom sin placering har sjöfarten haft stor betydelse för Randers och staden har fungerat som en utskeppningshamn för varor från Silkeborg och Viborg. Staden är också känd för tillverkningen av handskar och sitt bryggeri.
Lantbruksmaskinstillverkaren Agco tillverkade till och med 2010 skördetröskor i staden. Bombardier Transportation tillverkade till och med 2014 järnvägsfordon.

## Sevärdheter
Randers kloster blev ett hospital i mitten av 1500-talet när Helligåndsklostret lades ned efter reformationen. Nu används byggnaden som vårdhem. Av det gamla klostret återstår endast Helligåndshuset från 1480-talet. I närheten ligger Sankt Mortens kyrka, byggd i gotisk stil, från 1400-talet. Houmeden är Randers centrala gågata. Randers' rådhus byggdes 1778 och ligger vid Rådhustorvet. På 1930-talet flyttades hela byggnaden 3 meter för att bredda gatan. Framför rådhuset står statyn av Niels Ebbesen, rest 1882.
Randers var en gång berömt för sin hästhandel men hästhandeln upphörde i slutet av 1950-talet. Statyn Den jyske hingst av Helen Schou restes 1969 som minne av handeln. I Kulturhuset ligger Kulturhistorisk Museum Randers samt Randers Kunstmuseum.
Vid Slodspladsen finns tillfälle till shopping. Här låg det gråbrödrakloster från medeltiden som togs över av kronan efter reformationen. Då gjordes klostret om till ett slott, Dronningborg slott, som revs på 1700-talet.
Niels Ebbesens hus byggdes 1643. Enligt legenden var det på denna plats som Niels Ebbesen mördade greve Gerhard 1340 och fönstret på andra våningen måste alltid stå öppet för att inte grevens spöke ska låta Randers hemsökas av olyckor.
Henrick Knudsen, Elvis-fan och entreprenör, har byggt en kopia av Elvis Presleys hem Graceland som stod klart 2011. Byggnaden som godkänts av Priscilla Presley är öppen för allmänheten och fungerar bland annat som Elvis-museum.

## Lokalpolitik
Staden hade styrts av Socialdemokraterne i nästan 100 år när den 25-årige Venstre-politikern Michael Aastrup Jensen 2001 blev borgmästare. Detta hade föregåtts av en period av problem med motorcykelklubbar och politiska skandaler. Socialdemokraterna fick dock makten igen efter fyra år. Från den 1 januari 2007 hette Randers kommuns socialdemokratiske borgmästare Henning Jensen Nyhuus.
Jens Otto Krag, tidigare statsminister, var född och uppvuxen i staden.

## Idrott
Fotbollsklubben Randers FC lyckades komma upp i Superligaen under ett år men flyttades sedan ned till division 1. I Randers finns också handbollsklubben Randers HK.